# Vorteilsabschöpfung
Die Vorteilsabschöpfung ist ein Sanktionsmittel der Kartellbehörden im deutschen Wirtschaftsrecht. Sie soll verhindern, dass Unternehmen, die sich auf illegale Weise bereichern, von ihrer Tat profitieren. Ferner soll sie Unternehmen von Rechtsverstößen abschrecken.
Als Sanktion Im deutschen Straf- und Ordnungswidrigkeitenrecht dient der Verfall.

## Gesetzliche Regelungen
Die Vorteilsabschöpfung ist unter anderem in § 34 Gesetz gegen Wettbewerbsbeschränkungen (GWB) geregelt. Demgemäß kann die zuständige Kartellbehörde dem Unternehmen die Zahlung eines Geldbetrags auferlegen, der dem Vorteil entspricht, den das Unternehmen durch seinen Wettbewerbsverstoß erlangt hat.
Der nach § 34 GWB abgeschöpfte Geldbetrag fließt dem Bundeshaushalt zu. Soweit der rechtswidrig erlangte Vorteil allerdings schon durch zivilrechtliche Schadensersatzleistungen von einem geschädigten Unternehmen abgeschöpft wurde, ist eine Vorteilsabschöpfung zugunsten des Bundeshaushaltes nicht mehr möglich (§ 34 Abs. 2 GWB).
Sind vom Kartellrechtsverstoß eine Vielzahl von Abnehmern oder Anbietern betroffen, kann der Vorteilsabschöpfung auch von betroffenen Wettbewerbsverbänden durchgesetzt werden (§ 34a GWB). In diesem Fall fließt der abgeschöpfte Geldbetrag ebenfalls dem Bundeshaushalt zu.
Eine Vorteilsabschöpfung ist überdies in sektorspezifischen Spezialgesetzen vorgesehen, beispielsweise in § 208 Telekommunikationsgesetz und § 33 Energiewirtschaftsgesetz.
Mit der Vorteilsabschöpfung vergleichbar ist die in § 10 Gesetz gegen den unlauteren Wettbewerb (UWG) vorgesehene Gewinnabschöpfung. Demgemäß kann derjenige, der eine bestimmte unlautere geschäftliche Handlung vornimmt und hierdurch zu Lasten einer Vielzahl von Abnehmern einen Gewinn erzielt, auf Herausgabe dieses Gewinns an den Bundeshaushalt in Anspruch genommen werden.
Im Oktober 2019 stellte die zuständige Ministerin Christine Lambrecht wesentliche Punkte ihrer Agenda vor. Sie wirbt danach für ihren Entwurf eines Unternehmens-Sanktionenrecht. Essenziell seien auch Sanktionen, die der wirtschaftlichen Stärke entsprechen. Die bisherige Obergrenze für Geldbußen von 10 Millionen Euro sei bei großen Unternehmen nicht angemessen.